# George Aloysius Carrell
George Aloysius Carrell, SJ (13 de junio de 1803 - 25 de septiembre de 1868) fue un prelado estadounidense de la Iglesia católica que se desempeñó como primer obispo de la diócesis de Covington, Kentucky desde 1853 hasta su muerte en 1868.

## Primeros años y educación
George Carrell nació en Filadelfia, Pensilvania, el 13 de junio de 1803. Su abuelo, Timothy Carrell, era originario de Irlanda y llegó a los Estados Unidos antes de la Guerra Revolucionaria, estableciéndose como tendero en Water Street en Filadelfia. Su padre, John Carrell, era nativo de Filadelfia, y su madre, Mary Julia Moore, era nativa de Lancaster. El séptimo de ocho hijos, nació y creció en la antigua mansión de William Penn, en la esquina de Market Street y Letitia Court. Habiendo recibido instrucción elemental en las escuelas de su ciudad natal, fue enviado en 1813, cuando sólo tenía diez años, a Mount St. Mary's College en Emmitsburg, Maryland, donde pasó tres años. En 1816 ingresó en el Georgetown College, donde siguió su curso universitario durante cuatro años.
Luego ingresó al noviciado de la Compañía de Jesús en White Marsh. Al cabo de dos años así pasados, volvió con su familia, con la que, sin embargo, pasó poco tiempo. No perdió de vista la vocación que había elegido y poco después ingresó al Seminario Teológico de St. Mary's en Baltimore. Aquí fue compañero de escuela de varios que luego se distinguieron en la historia eclesiástica, incluido Samuel Eccleston. Ingresó nuevamente al Mount St. Mary's College, donde continuó sus estudios teológicos con el Dr. Simon Bruté.

## Sacerdocio
Habiendo completado sus estudios, Carrell fue ordenado sacerdote en diciembre de 1827, en la Iglesia de San Agustín en Filadelfia por el obispo Henry Conwell. Durante seis años trabajó en la misión, sirviendo como coadjutor en St. Augustine's y asistiendo a una misión en Nueva Jersey. Luego fue nombrado pastor de la Iglesia de la Santísima Trinidad en Filadelfia. Su siguiente misión fue en Wilmington, Delaware, desde donde también asistió a West Chester y New Castle. En todos estos cargos demostró ser un sacerdote laborioso y un buen pastor, ganándose no sólo la alta estima y amistad del obispo Francis Patrick Kenrick, sino también la amable consideración de toda la población, incluyendo un gran número de otras denominaciones, especialmente de la Sociedad Religiosa de Amigos en Filadelfia. En Wilmington su ministerio fue especialmente útil. Aquí estableció dos escuelas: una escuela de internado y diurna para señoritas a cargo de las Hermanas de la Caridad, y la otra una escuela para niños.
Después de esta experiencia de vida misionera, sintió una renovación de su temprano deseo por la vida de una orden religiosa, y resolvió ingresar en la Compañía de Jesús, en la que había pasado dos años de noviciado en su juventud. Sin embargo, antes de hacerlo, pasó algunas semanas ayudando a los pastores de San Agustín en Filadelfia y de la Iglesia de San Pablo en Pittsburgh. En 1835 solicitó y recibió la admisión en la Compañía de Jesús en su provincia de San Luis, Misuri, primero como novicio en Florissant y dos años después como escolástico en St. Louis. Pronto fue nombrado profesor en la Universidad de Saint Louis y luego pastor de la Iglesia del Colegio de San Francisco Javier en 1837, rector de la Universidad de Saint Louis de 1843 a 1847. En 1847, fue trasladado a Cincinnati y asignado a la Colegio San Javier y presidente de Purcell Mansion College para jóvenes cerca de Cincinnati, Ohio, de 1851 a 1853.

## Episcopado
El Primer Concilio Plenario de Baltimore, que se inauguró el 9 de mayo de 1852, recomendó la erección de la Diócesis de Covington, que abarcaba la parte este de Kentucky hasta entonces formaba parte de la Diócesis de Louisville y propuso a Carrell como su primer obispo. La Santa Sede, por carta apostólica del 29 de julio de 1853, aprobó estas recomendaciones y decretó en consecuencia. El 1 de noviembre de 1853, Carrell fue consagrado en Cincinnati por el arzobispo John Baptist Purcell, asistido por los obispos Peter Paul Lefevere y John Henni.
La nueva diócesis era extensa, limitaba al norte con el río Ohio, al sur con Tennessee, al este con Virginia y al oeste con el río Kentucky. Contenía, en el momento de la consagración del obispo Carrell, solo diez iglesias y siete sacerdotes. El obispo inmediatamente comenzó la construcción de la Iglesia Catedral de Santa María, que en un año estuvo lista para el servicio. Comenzaron a surgir iglesias y escuelas en varias partes de su diócesis, y la religión y la educación avanzaron rápidamente durante su administración. Introdujo en la diócesis a las Hermanas de los Pobres de San Francisco, las Hermanas de la Caridad de Nazareth, los monjes y monjas de la Orden de San Benito, las Hermanas de la Visitación de Japón y las Monjas Ursulinas.
Las noticias de batallas, matanzas y muertes durante la Guerra Civil lo afectaron profundamente, e invariablemente pedía a sus amigos que le ahorraran el dolor de escucharlas. Su salud, durante algún tiempo antes de su muerte, comenzó a fallar. Estuvo varias veces en peligro de muerte por una complicación de las enfermedades que padecía. Murió el 25 de septiembre de 1868, a la edad de 65 años, y fue enterrado en la antigua Catedral de Santa María en Covington. Cuando se demolió la antigua catedral, sus restos se trasladaron más tarde al cementerio St. Mary en Fort Mitchell, Kentucky.